# Achig Ali
Pour les articles homonymes, voir Ali.
Achıg Ali ou Achıg Gizilvengli (en azéri: Aşıq Alı; né en 1801 à Gizilveng et mort en 1911 à Gizilveng, district de Nor Bayazet) est un des représentants de la poésie achig azerbaïdjanaise du XIXe siècle.

## Biographie
Ashıg Ali est né en 1801 dans le village de Gyzilveng du district de Geytcha. Il commence à l'âge de 16-17 ans et devient célèbre en peu de temps. Parmi ses élèves, le plus célèbre est Achig Alasgar, un autre des représentants bien connus de la poésie achiq azerbaïdjanaise du XIXe siècle.

## Œuvre
Une place particulière dans l'œuvre d'Achig Ali est occupée par les genres de poésie Achig, tels que tedjnis et divans. D’après le folkloriste, professeur Mursal Hekimov trois livres manuscrits d'Ashug Ali étaient conservés à Kelbadzhar dans les archives personnelles d'Achig Nabi jusqu'en 1938. En 1938, ces manuscrits sont brûlés en raison de circonstances inexpliquées.
Achig Ali aborde des thèmes d'amour dans ses chansons. Ses vers expriment la profondeur de l'âme humaine, ses sentiments. Au fil du temps, les motivations sociales deviennent plus fortes dans l’œuvre d'Achig Ali. Beaucoup de ses vers expriment l'injustice qui règne dans la société.

## Voir également
- Achigs d'Azerbaïdjan
- Musique azérie
- Azerbaïdjanais en Arménie
- Achig Alasgar